# Ardisia panamensis
Ardisia panamensis är en viveväxtart som beskrevs av Cyrus Longworth Lundell. Ardisia panamensis ingår i släktet Ardisia och familjen viveväxter. Inga underarter finns listade i Catalogue of Life.